# 帕斯托里亞鎮區 (阿肯色州傑佛遜縣)
帕斯托里亞鎮區（英語：Pastoria Township）是位於美國阿肯色州傑佛遜縣的一個行政鎮區。

## 地方資料
帕斯托里亞鎮區的面積為84.36平方千米，當中陸地面積為79.77平方千米，而水域面積為4.59平方千米。根據2010年美國人口普查的數據，當地共有人口168人，而人口密度為每平方千米1.99人。